# Todesmarsch von Bataan

Marschroute durch Bataan und andere Provinzen

Der Todesmarsch von Bataan war ein 1942 von japanischen Soldaten an amerikanischen und philippinischen Kriegsgefangenen verübtes Kriegsverbrechen in der Frühphase des Pazifikkriegs (Zweiter Weltkrieg) auf den Philippinen.

## Vorgeschichte

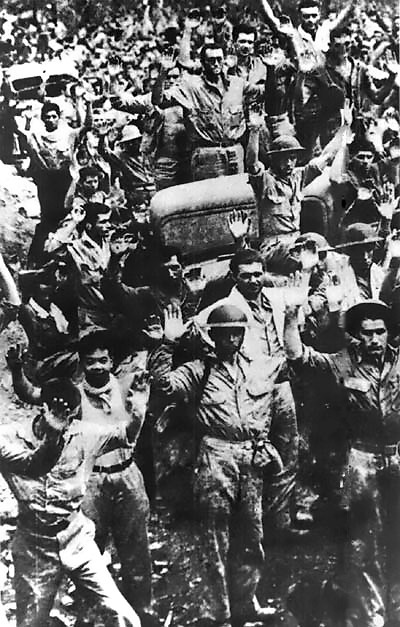
Philippinische und amerikanische Soldaten ergeben sich den japanischen Truppen auf Bataan

Nachdem die japanische Flotte am 7. Dezember 1941 Pearl Harbor angegriffen hatte, begannen die japanischen Streitkräfte gleichzeitig mit der Invasion mehrerer Länder des südostasiatischen Raums. Dabei kam es zur Invasion der Philippinen.
Die philippinischen und US-amerikanischen Soldaten wurden überrannt, was das US-Kriegsministerium veranlasste, General Douglas MacArthur von den Philippinen abzuberufen und ihn zum Oberbefehlshaber der alliierten Truppen im Südwestpazifik zu ernennen. Er wurde durch Jonathan Wainwright ersetzt. Etwa 14.000 Soldaten der US-Marineinfanterie und 2.000 philippinische Panzersoldaten konnten auf der Halbinsel Bataan und der vorgelagerten Insel Corregidor ein letztes Widerstandsnest bilden.

## Kapitulation
Am 9. April 1942 musste sich Generalmajor Edward P. King, der nun auf Bataan das Kommando führte, mit rund 70.000 Mann seiner aus US-Amerikanern und Philippinern bestehenden Truppen den japanischen Angreifern unter Homma Masaharu ergeben, da kaum noch Trinkwasser und Nahrung zur Verfügung standen. Einige Verteidiger konnten sich ins Meer retten, wo sie von einem amerikanischen Kanonenboot an Bord genommen und nach Corregidor gebracht wurden. Die an Land Verbliebenen zerstörten, so weit es ging, ihre Schiffe und Waffen und begaben sich in die Hände der Japaner. Dadurch waren diese mit einer unerwartet hohen Anzahl an ausgehungerten, kranken und abgemagerten Gefangenen konfrontiert, die die Anzahl der eigenen Truppen weit übertraf.

## Der Marsch
Die Gefangenen wurden gezwungen, einen knapp 100 km langen und sechs Tage dauernden Marsch nach Norden zur Eisenbahn-Verladestation San Fernando anzutreten. Von dort aus ging es weiter nach Norden in die Provinz Tarlac zum Gefangenenlager Camp O’Donnell.

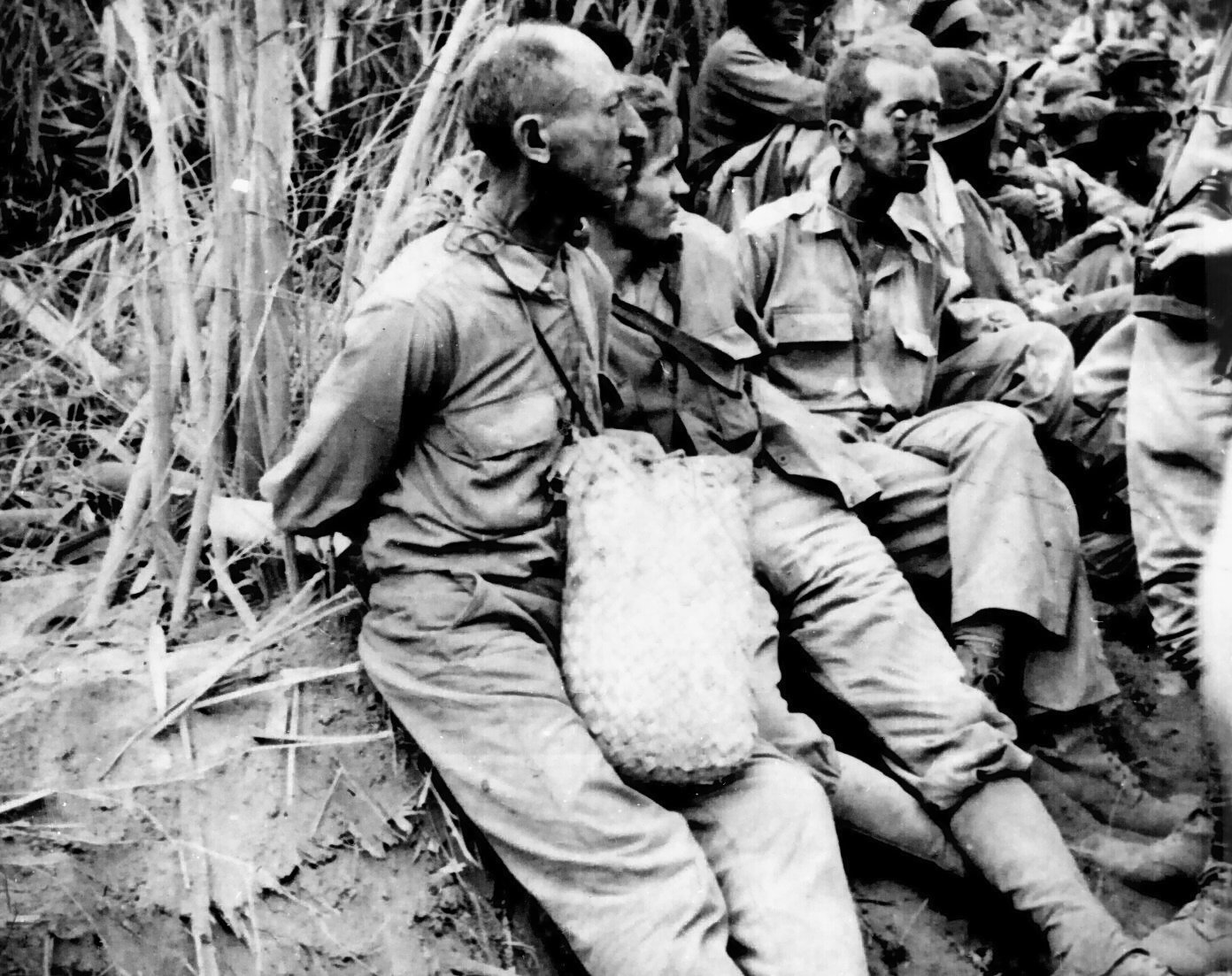
Gefangene mit auf dem Rücken zusammengebundenen Händen

Was während des Marsches vor sich ging, wurde später als eines der größten Kriegsverbrechen der Japaner im Zweiten Weltkrieg bezeichnet. Da Japan die 1929 beschlossene Genfer Konvention über die Behandlung von Kriegsgefangenen nicht unterzeichnet hatte, fühlte man sich nicht daran gebunden. Zudem hatten Kriegsgefangene in den Augen der Japaner ihre Ehre verloren, da sie nicht wie sie selbst bis zum Tode gekämpft hatten. Entsprechend behandelten die Japaner ihre Gefangenen. Wer auf dem Marsch vor Erschöpfung stehenblieb oder zu Boden fiel, wurde erschossen, geköpft oder mit dem Bajonett erstochen. Wahllos wurden einzelne Gefangene oder ganze Truppenteile der Orientalischen Sonnenbehandlung ausgesetzt: Sie mussten sich ohne Kopfbedeckung auf den Boden setzen und dort mehrere Stunden in der prallen Sonne still sitzen bleiben. Wer umfiel, wurde umgebracht. Marschiert werden musste den ganzen Tag über. Wer das vorgegebene Tempo nicht hielt, wurde von den Bewachern drangsaliert, schneller zu gehen. Nachts konnten sich die Gefangenen auf freiem Feld hinlegen. Am frühen Morgen erfolgte ein Weckruf und der Treck zog weiter.

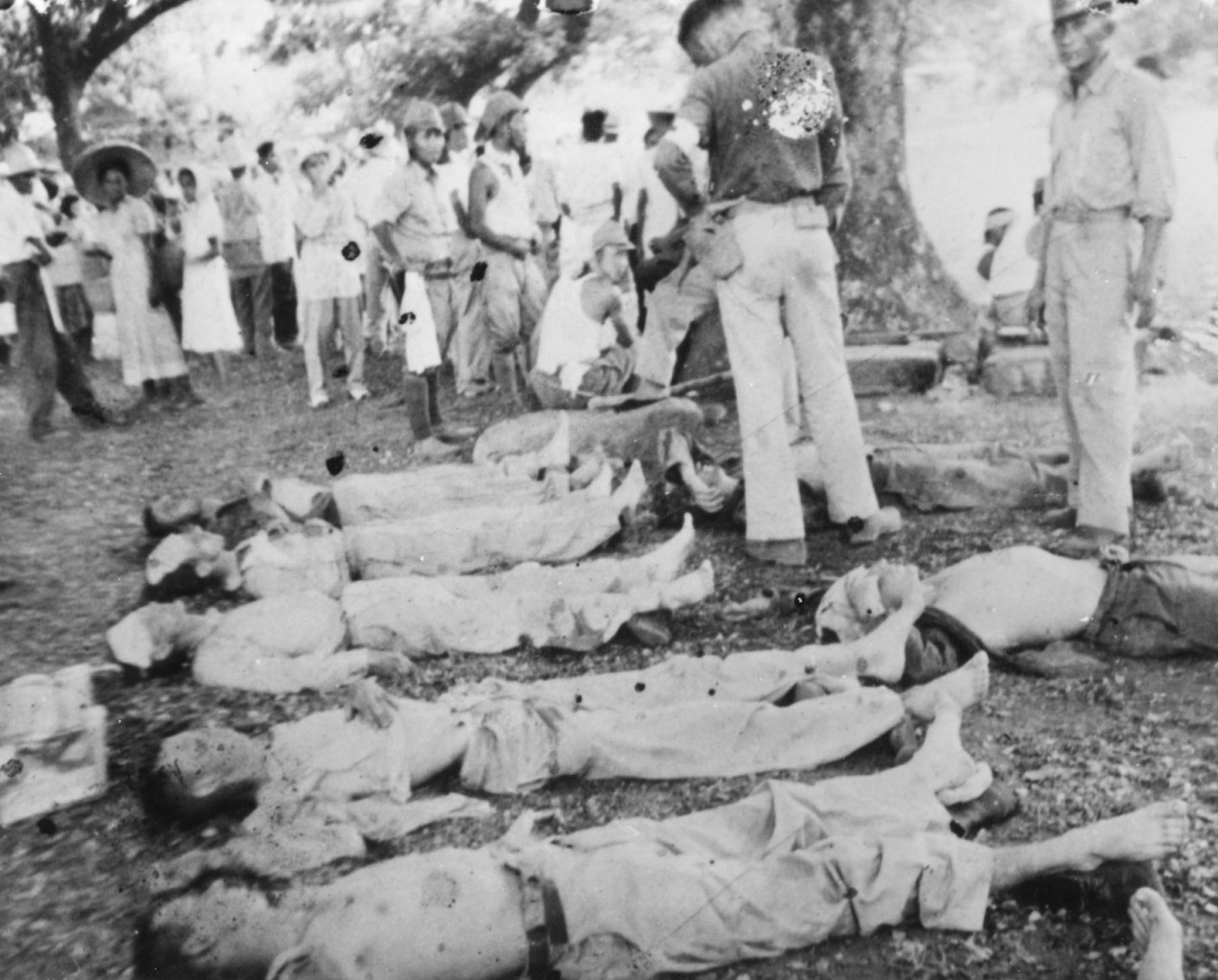
Opfer des Todesmarsches

Auf dem ganzen Marsch gab es kaum Verpflegung und Wasser vonseiten der Japaner. Einheimische, die versuchten, den Gefangenen Nahrungsmittel zuzustecken, wurden erschossen. Als der Zug an einem Fluss vorbeizog, rannten viele Soldaten zum frischen Wasser. Sie wurden ausnahmslos erschossen. Erst an den letzten beiden Tagen verteilten die Aufseher Reisbällchen, jeweils eines pro Mann und Tag.

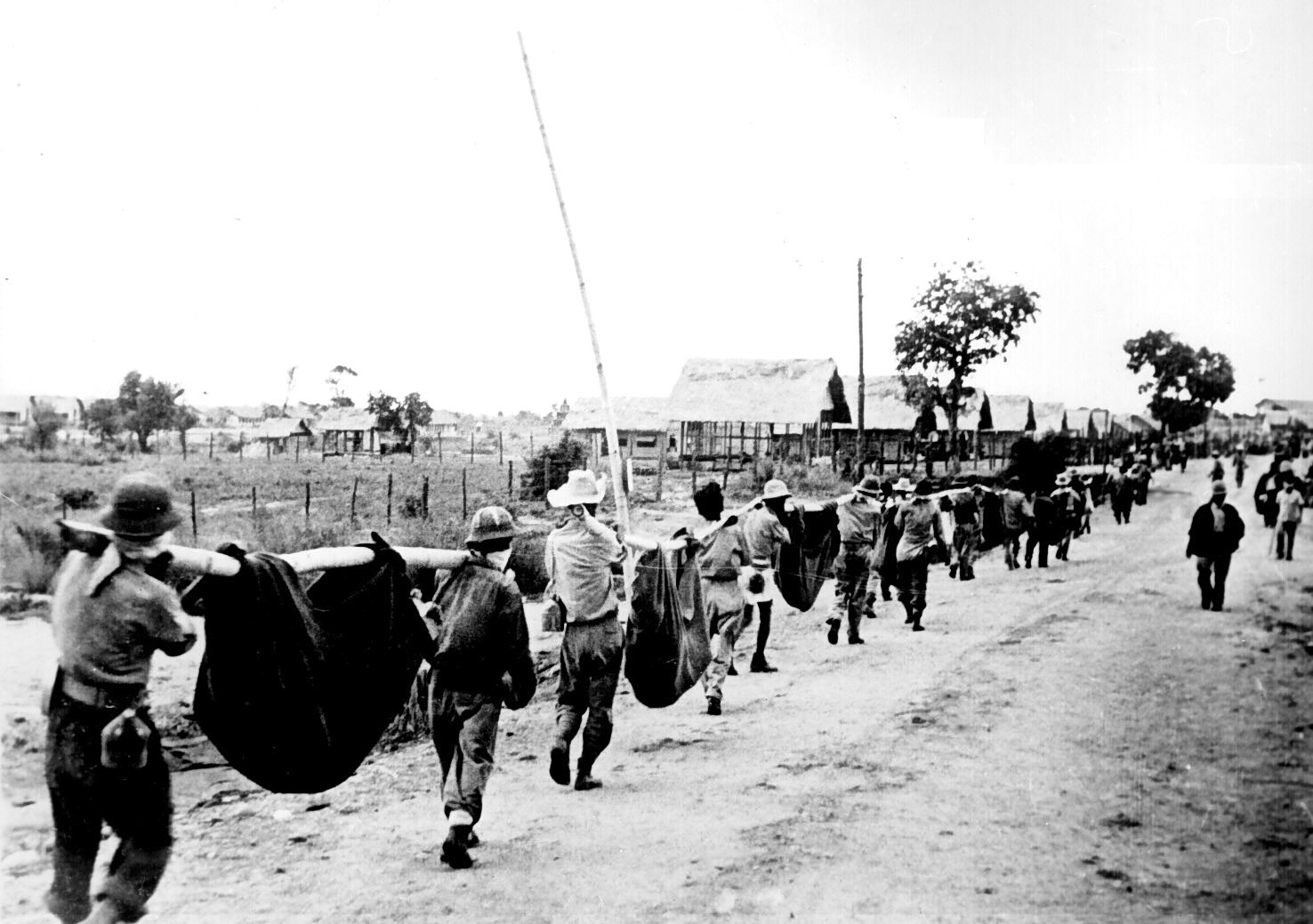
Gefangene tragen ihre nicht mehr marschfähigen Kameraden

Unterstützten sich die Gefangenen zu Beginn noch gegenseitig, indem beispielsweise Kranke und Verletzte in Decken gelegt und von Kameraden weiter getragen wurden, ging es gegen Ende für jeden nur noch ums eigene Überleben. Hinzu kam, dass die letzte amerikanische Bastion auf Corregidor begann, mit Granaten auf Bataan zu feuern. Etliche der Marschierer fielen so dem eigenen Beschuss zum Opfer.
Unter den Gefangenen begannen sich Krankheiten wie Malaria und Ruhr auszubreiten. Viele fielen der Dehydration und dem Hunger zum Opfer. Von den ursprünglich 66.000 erreichten nur knapp 54.000 das Ziel. Die Überlebenden des Todesmarsches wurden zu Zwangsarbeit herangezogen. Nach Kriegsende kehrten nur 15.000 GIs in die USA zurück.

## Nachspiel

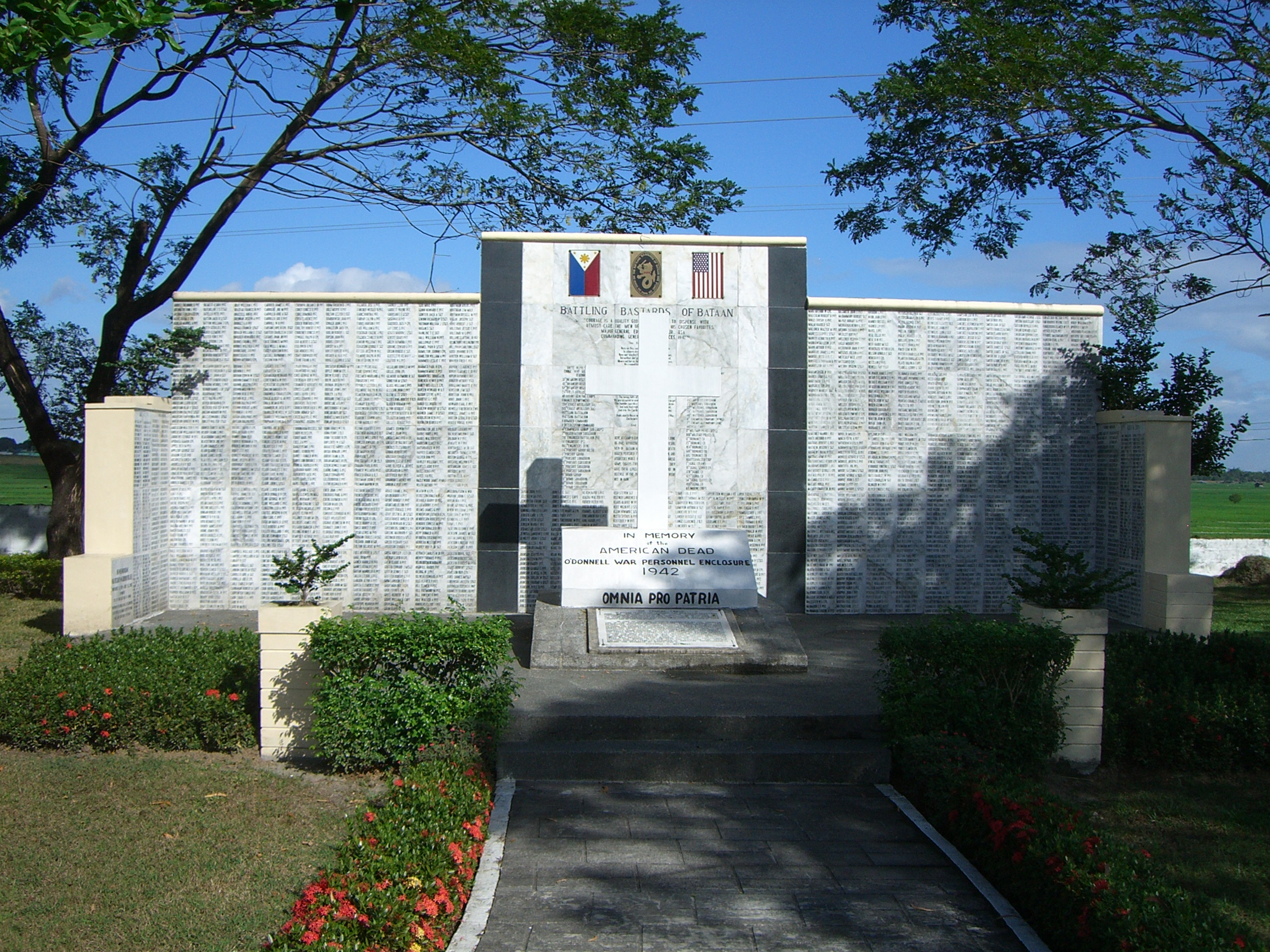
Gedenkstätte in Camp O’Donnell, Philippinen

Am 6. Juni 1942 sprach die japanische Besatzungsmacht eine Amnestie gegenüber den philippinischen Gefangenen aus und ließ sie frei. Die amerikanischen Soldaten wurden in das Gefangenenlager Cabanatuan in der Provinz Nueva Écija überführt.
Nach einiger Zeit in diesem Lager wurden die gefangenen Soldaten auf elf Schiffe verladen, die später als Höllenschiffe bezeichnet wurden. Sie sollten die Gefangenen nach Busan in Korea bringen. Die Soldaten mussten eingepfercht 33 Tage an Bord während der Überfahrt verbringen. Niederländische U-Boote, deren Besatzungen nichts von den Kriegsgefangenen an Bord wussten, griffen die Schiffe an und versenkten sechs von ihnen.
Nach Kriegsende verurteilte ein amerikanisches Kriegsgericht den japanischen Kommandanten Homma Masaharu wegen schwerer Kriegsverbrechen zum Tod. Ob er direkte Befehle zu Misshandlungen gegeben hatte, konnte nicht geklärt werden. Zumindest tolerierte er die unmenschlichen Handlungen seiner Untergebenen und unterband sie nicht. Homma wurde am 3. April 1946 außerhalb von Manila hingerichtet.

## Erinnerung
Im Barangay O’Donnell (Gemeinde Capas) wurde 1991 von der philippinischen Präsidentin Corazon Aquino die nationale Gedenkstätte Capas National Shrine (Paggunita Sa Capas) eingeweiht. Sie erinnert an den Todesmarsch der amerikanischen und philippinischen Soldaten im Jahr 1942. Zu Ehren der Toten wird jedes Jahr am 9. April eine Gedenkveranstaltung durchgeführt.
Des Weiteren findet seit 1989 jährlich auf der White Sands Missile Range (WSMR) der Bataan Memorial Death March statt. In Gedenken an den Todesmarsch legen die Teilnehmer in unterschiedlichen Kategorien (zivil, militärisch, mit und ohne Gepäck) eine Strecke von 26,2 Meilen (42,16 km – Green Route) bzw. 14,2 Meilen (22,85 km – Blue Route) im Fußmarsch durch die staubige und trocken-heiße Wüste New Mexicos zurück und überwinden dabei ca. 550 positive Höhenmeter.
Der philippinische Regisseur Adolfo Alix Jr. drehte einen Kriegsfilm über den Todesmarsch von Bataan mit dem Titel Death March, der 2013 in der Sektion „Un Certain Regard“  auf dem Filmfestival in Cannes lief.